# No Jacket Required
No Jacket Required ist das dritte Solo-Studioalbum des britischen Sängers Phil Collins aus dem Jahr 1985. Es avancierte zum weltweiten Nummer-eins-Album und zählt mit 25 Millionen verkauften Einheiten zu den meistverkauften Musikalben der Geschichte.

## Produktion
Wie Collins’ erste beide Soloalben wurde auch No Jacket Required von Collins gemeinsam mit Hugh Padgham produziert. Es wurde zwischen Mai und Dezember 1984 aufgenommen. Einige der auf dem Album enthaltenen Lieder entstanden zum Teil durch Improvisation. Als Gastmusiker konnten hier Sting bei Long Long Way to Go und Peter Gabriel, ehemaliger Band-Kollege bei Genesis, bei dem Lied Take Me Home gewonnen werden. Das Album wurde 1985 parallel zur Veröffentlichung als LP auch als CD angeboten, diese enthält im Gegensatz zur Schallplatten-Veröffentlichung zusätzlich das Lied We Said Hello Goodbye. Im gleichen Jahr veröffentlichte Collins mit Separate Lives, einem Duett mit Marilyn Martin, einen weiteren Nummer-eins-Hit in den USA. Der Titel erschien auf dem Soundtrack zu dem Film White Nights – Die Nacht der Entscheidung und wurde während der laufenden Tournee von Collins aufgenommen.

## Stil
No Jacket Required ist im Vergleich zu den Vorgängeralben kommerzieller ausgerichtet. Die Lieder sind mehr poporientiert und es fehlt ihnen der zynische Unterton der früheren Werke. Im Unterschied zu seinen ersten beiden Alben enthält es weder ein Instrumentalstück noch Coverversionen von Liedern anderer Künstler. Während Collins besonders auf Face Value, aber zum Teil auch noch auf Hello, I Must Be Going!, die Scheidung von seiner damaligen Frau verarbeitete, vermittelt No Jacket Required insgesamt eine optimistischere Grundstimmung als seine beiden Vorgänger.

## Inhalt

### Titelliste
1. Sussudio (Phil Collins) – 4:23
2. Only You Know and I Know (Phil Collins / Daryl Stuermer) – 4:21
3. Long Long Way to Go (Phil Collins) – 4:22
4. I Don’t Wanna Know (Phil Collins / Daryl Stuermer) – 4:14
5. One More Night (Phil Collins) – 4:48
6. Don’t Lose My Number (Phil Collins) – 4:48
7. Who Said I Would (Phil Collins) – 4:01
8. Doesn't Anybody Stay Together Anymore? (Phil Collins / Daryl Stuermer) – 4:18
9. Inside Out (Phil Collins) – 5:15
10. Take Me Home (Phil Collins) – 5:52
11. We Said Hello Goodbye (Phil Collins) – 4:15 a

### Inspiration
„Wissen Sie, ich war glücklich verheiratet mit Jill, meiner Frau als ich den Song schrieb, doch ich hatte mich scheiden lassen, mein Manager hat sich scheiden lassen, ein paar gute Freunde haben sich scheiden lassen und ich dachte bloß: "Was ist los? Bleibt denn keiner mehr zusammen?" Daraus ist das Lied entstanden.“

„You know, I was very happily married to Jill, my present wife, when I wrote it, but I had been divorced, my manager was getting divorced, a couple of good friends were getting divorced, and I thought, What's going on? Doesn't anybody stay together anymore? The song came from that.“

## Remixalbum
1987 veröffentlichte Collins mit 12″ers ein Remixalbum, welches sechs der elf Lieder von No Jacket Required in geremixten und verlängerten sogenannten 12 inch-Versionen enthält. Mit Ausnahme von One More Night, welcher von Hugh Padgham selbst bearbeitet wurde, stammen alle Remixe dieses Albums von John Potoker. Vier der darauf enthaltenen Versionen wurden bereits auf den jeweiligen Singles veröffentlicht, während die Remixe von Who Said I Would und Only You Know and I Know auf diesem Album erstmals erschienen sind.
Titelliste
1. Take Me Home – 8:07
2. Sussudio – 6:35
3. Who Said I Would – 5:51
4. Only You Know and I Know – 6:56
5. Don’t Lose My Number – 6:36
6. One More Night – 6:21

## Tournee
Die No Jacket Required World Tour begann am 11. Februar 1985 in Nottingham im Vereinigten Königreich und führte den Sänger durch Europa, Asien und Nordamerika. Collins spielte auf dieser Tournee auch fünf Konzerte in Deutschland. Insgesamt umfasste die fünf-monatige Tournee mehr als 80 Konzerte. Den Abschluss dieser Tour bildeten Collins' Auftritte am 13. Juli 1985 bei den Live Aid-Konzerten in London und Philadelphia. Wie schon bei seiner ersten Solotour 1982/83 umfasste die Setlist neben Songs aus den bis dahin veröffentlichten Soloalben Collins’ auch diverse Coverversionen (z. B. People Get Ready von The Impressions).

## Singleauskopplungen
| Jahr | Titel                | Höchstplatzierung, Gesamtwochen/‑monate, AuszeichnungChartplatzierungen (Jahr, Titel, , Platzierungen, Wochen/Monate, Auszeichnungen, Anmerkungen) | Höchstplatzierung, Gesamtwochen/‑monate, AuszeichnungChartplatzierungen (Jahr, Titel, , Platzierungen, Wochen/Monate, Auszeichnungen, Anmerkungen) | Höchstplatzierung, Gesamtwochen/‑monate, AuszeichnungChartplatzierungen (Jahr, Titel, , Platzierungen, Wochen/Monate, Auszeichnungen, Anmerkungen) | Höchstplatzierung, Gesamtwochen/‑monate, AuszeichnungChartplatzierungen (Jahr, Titel, , Platzierungen, Wochen/Monate, Auszeichnungen, Anmerkungen) | Höchstplatzierung, Gesamtwochen/‑monate, AuszeichnungChartplatzierungen (Jahr, Titel, , Platzierungen, Wochen/Monate, Auszeichnungen, Anmerkungen) | Anmerkungen                                               |
| Jahr | Titel                | DE | AT | CH | UK | US | Anmerkungen                                               |
| ---- | -------------------- | --- | --- | --- | --- | --- | --------------------------------------------------------- |
| 1985 | Sussudio             | DE17 (13 Wo.)DE | — | CH9 (9 Wo.)CH | UK12 Silber · (9 Wo.)UK | US1 Gold · (17 Wo.)US | Erstveröffentlichung: 14. Januar 1985 Verkäufe: + 700.000 |
| 1985 | One More Night       | DE10 (13 Wo.)DE | AT6 (3 Mt.)AT | CH6 (11 Wo.)CH | UK4 Silber · (10 Wo.)UK | US1 Gold · (18 Wo.)US | Erstveröffentlichung: 6. April 1985 Verkäufe: + 750.000   |
| 1985 | Don’t Lose My Number | — | — | — | — | US4 (18 Wo.)US | Erstveröffentlichung: 1. Juli 1985                        |
| 1985 | Take Me Home         | — | — | — | UK19 (9 Wo.)UK | US7 (16 Wo.)US | Erstveröffentlichung: 15. Juli 1985                       |

## Rezeption

### Preise
Für das Album wurden 1986 drei Grammy Awards vergeben, nur bei zwei Nominierungen kam es letztlich nicht zur Auszeichnung.
- Grammy Award: Album des Jahres (No Jacket Required)
- Grammy Award: Beste Männliche Gesangsdarbietung – Pop (No Jacket Required)
- Grammy Award: Produzent des Jahres (No Jacket Required), mit Hugh Padgham
- American-Music-Award-Nominierungen: – Favorisiertes Album (Pop/Rock) (No Jacket Required)
- American-Music-Award-Nominierungen – Favorisierter Männlicher Künstler (Pop/Rock) (No Jacket Required)

### Rezensionen
„Seine mühelose Bestechung durch den Sprung vom heiteren weißen R&B zu eigenartigen, unerwarteten Melodien ist instinktiv kommerziell, wirkt dabei aber nie gekünstelt.“

„His effortless graft of bright white-R&B bounce to quirky, unexpected melodies is instinctively commercial but never feels overly contrived.“

## Kommerzieller Erfolg

### Chartplatzierungen
No Jacket Required avancierte zum weltweiten Nummer-eins-Album, darunter Deutschland, die Schweiz, die Vereinigten Staaten oder auch das Vereinigte Königreich.
| ChartsChartplatzierungen       | Höchstplatzierung | Wochen |
| ------------------------------ | ----------------- | ------ |
| Deutschland (GfK)              | 1 (44 Wo.)        | 44     |
| Österreich (Ö3)                | 11 (17 Wo.)       | 17     |
| Schweiz (IFPI)                 | 1 (28 Wo.)        | 28     |
| Vereinigte Staaten (Billboard) | 1 (123 Wo.)       | 123    |
| Vereinigtes Königreich (OCC)   | 1 (177 Wo.)       | 177    |

| ChartsJahrescharts (1985) | Platzierung |
| ------------------------- | ----------- |
| Deutschland (GfK)         | 8           |
| Schweiz (IFPI)            | 6           |

### Auszeichnungen für Musikverkäufe
No Jacket Required bekam weltweit zwei Mal Gold, 35 Mal Platin sowie zwei Diamantene Schallplatten für über 18 Millionen verkaufte Einheiten. Quellen zufolge soll es sich über 25 Millionen Mal verkauft haben, womit es nicht nur die meistverkaufte Veröffentlichung Collins’ ist, sondern auch zu den weltweit meistverkauften Musikalben zählt. Das Album verkaufte laut Schallplattenauszeichnungen alleine in den Vereinigten Staaten über zwölf Millionen Exemplare. In Deutschland verkaufte sich das Album laut Schallplattenauszeichnungen über 1,5 Millionen Mal, womit es zu den meistverkauften Alben des Landes zählt.
| Land/Region                  | Auszeichnungen für Musikverkäufe (Land/Region, Auszeichnung, Verkäufe) | Verkäufe   |
| ---------------------------- | ---------------------------------------------------------------------- | ---------- |
| Argentinien (CAPIF)          | 3× Platin                                                              | 180.000    |
| Australien (ARIA)            | 4× Platin                                                              | 280.000    |
| Belgien (BRMA)               | Platin                                                                 | 50.000     |
| Deutschland (BVMI)           | 3× Platin                                                              | 1.500.000  |
| Finnland (IFPI)              | Gold                                                                   | 34.203     |
| Frankreich (SNEP)            | 2× Platin                                                              | 600.000    |
| Hongkong (IFPI/HKRIA)        | Platin                                                                 | 20.000     |
| Italien (FIMI)               | Gold                                                                   | 100.000    |
| Kanada (MC)                  | Diamant                                                                | 1.000.000  |
| Neuseeland (RMNZ)            | 8× Platin                                                              | 160.000    |
| Niederlande (NVPI)           | Platin                                                                 | 100.000    |
| Österreich (IFPI)            | Platin                                                                 | 50.000     |
| Schweiz (IFPI)               | 2× Platin                                                              | 100.000    |
| Spanien (Promusicae)         | Platin                                                                 | 100.000    |
| Vereinigte Staaten (RIAA)    | 12× Platin                                                             | 12.000.000 |
| Vereinigtes Königreich (BPI) | 6× Platin                                                              | 1.800.000  |
| Insgesamt                    | 2× Gold · 35× Platin · 2× Diamant ·                                    | 18.074.203 |

Hauptartikel: Phil Collins/Auszeichnungen für Musikverkäufe